# Monti Haines
I monti Haines sono una catena montuosa situata nella parte nord-occidentale della Terra di Marie Byrd, in Antartide. Sita in particolare sulla costa di Ruppert, la catena, che fa parte del più vasto gruppo delle catene Ford e si estende per circa 40 km in direzione nord-ovest/sud-est, forma il confine occidentale della valle all'interno dei cui scorre il ghiacciaio Hammond e la sua vetta più alta è quella del monte Van der Veer, che arriva a 888 m s.l.m..

## Storia
Scoperti nel 1934 durante ricognizioni aeree effettuate nel corso della spedizione antartica comandata da Richard Evelyn Byrd e successivamente cartografati grazie a ricognizioni aeree e terrestri condotte dal Programma Antartico degli Stati Uniti d'America tra il 1939 e il 1941, i monti Haines sono stati così battezzati dal Comitato consultivo dei nomi antartici in onore di William C. Haines, un meteorologo che assistette Byrd nelle sue missioni antartiche del 1928-30 e del 1933-35.